# Mouriri
Genre
Classification APG III (2009)
Synonymes
Selon GBIF (25 février 2022)
- Aulacocarpus O.Berg
- Bockia Scop.
- Guildingia Hook.
- Mouriria A.L.de Jussieu, 1789
- Mouriria Aubl.
- Olisbaea W.Bentham & J.D.Hooker, 1867
- Olisbea DC.
- Petaloma Sw.

Mouriri est un genre de plantes à fleurs de la famille des Melastomataceae (anciennement des Memecylaceae), comportant 82-99 espèces, et dont l'espèce type est Mouriri guianensis Aubl.. Ce sont des arbres ou des arbustes néotropicaux.

## Description
Le genre Mouriri regroupe des arbres ou des arbustes à feuilles persistantes, parfois décidues.
Le limbe est entier, à nervures pennées, le plus souvent glabre.
Les stipules sont représentées par une ligne interpétiolaire ou une série de petites écailles ou arêtes.
Le pétiole est courts ou inexistants.
L'inflorescence axillaire, ramiflore ou cauliflore est un petit thyrse, un dichasium, parfois une fleur solitaire, ou parfois un ombelloïde ou fasciculée.
Les petites bractées sont souvent précocement caduques. 
Les fleurs sont bisexuées, pentamères (rarement tétramères).
L'hypanthium est généralement bien développé, parfois absent.
Le calice est lobé ou tronqué, les lobes se séparant souvent davantage à l'anthèse (parfois les lobes fusionnés et enferment partiellement ou totalement les pétales avant l'anthèse, puis se fendant régulièrement ou irrégulièrement à l'anthèse).
Les pétales sont de couleur violette, rose, blanche ou jaune (rarement rouge), de forme lancéolée à ovale, triangulaire, trullée (ovale anguleux), elliptique ou obovale.
Les filets sont généralement repliés vers l'intérieur dans le bourgeon et droits à l'anthèse, rarement courts dans le bouton et non dépliés, les antésépales généralement plus courts que les antépétales.
Les anthères sont généralement isomorphes, les thèques droites ou courbées, adaxiales à l'anthèse, déhiscentes par deux fentes longitudinales ou des pores apicaux (rarement un seul pore).
Le connectif est généralement ± caudé en dessous sur le côté abaxial, généralement avec une glande elliptique et déprimée présente sur le côté abaxial à côté du connectif.
L'ovaire contient 1–5 loges.
La placentation est libre-centrale, axile, axile-basale, basale ou pariétale.
Les loges sont rapprochés à largement séparés.
Le fruit est une baie contenant 1–12 graines, souvent couronnée par l'hypanthium et le calice.
Le fruit est parfois constitué de 2–5 lobes arrondis à 1 graine largement séparés.
Les graines sont polies au moins sur la face externe élargie de l'ovule, souvent partout à l'exception du hile.
Le testa adhère souvent à la paroi de la loge.
La radicule est courte et droite, les cotylédons épais, charnus et planconvexes.

## Répartition
On rencontre le genre Mouriri de la Californie au Brésil en passant par le Mexique, l'Amérique centrale, les Antilles, la Colombie, le Venezuela, le Guyana, le Suriname, la Guyane, l'Équateur, le Pérou, et la Bolivie.

## Protologue

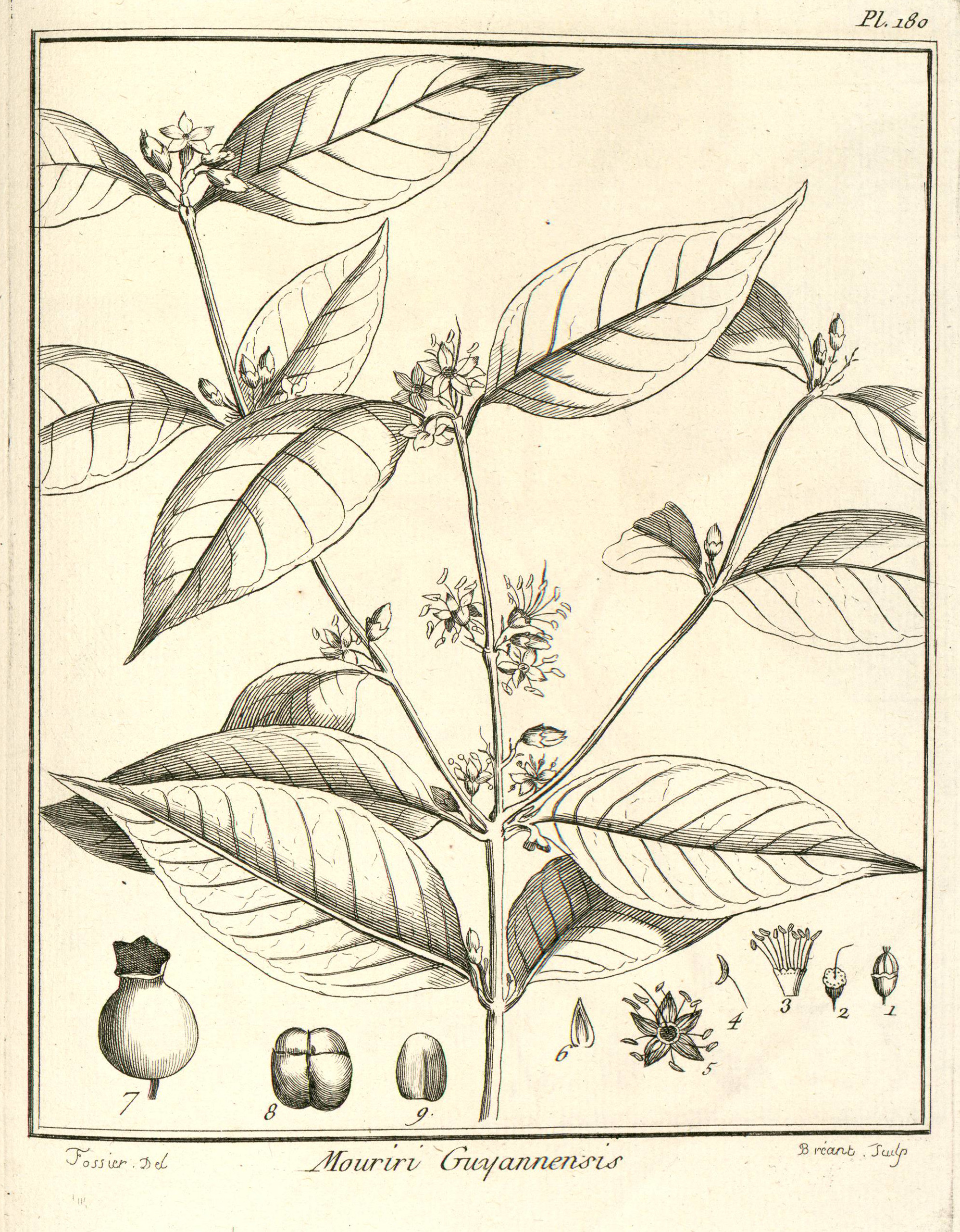
Mouriri guianensis : Planche 180 accompagnant la description du genre Mouriri par Aublet (1775)
On- a repréſenté un rameau de grandeur naturelle, ainſi que les fleurs & les parties détachées. - 1. Bouton de fleur. - 2. Calice. Style. Stigmate. - 3. Calice couvert. Étamines. - 4. Étamine. - 5. Corolle. Étamines. Diſque. - 6. Pétale. - 7. Baie. - 8. Quatre ſemences telles qu'elles ſont rangées dans la baie. - 9. Semence ſéparée..

En 1775, le botaniste Aublet propose le protologue suivant : 
« MOURIRI. (Tabula 180.)

CAL. Perianthium monophyllum, quinque-dentatum, denticulis acutis.
COR. pentapetala, lutea, petalis ſubrotundis, carnoſis, acutis, lata ungue infra diviſuras calicis inſertis.
STAM. Filament a decem, calici inſerta, quinque corollâ longiora. Antheræ oblongæ, incumbentes, biloculares.
PIST. Germen inferum, calicis fundo adnatum. Stylus longus. Stigma acutum.
PER. Bacca globoſa, carnoſa, flava, punctis rubris aſpera, calicis denticulis coronata, unilocularis.

SEM. quatuor, hínc convexa, indè angulata. »
— Fusée-Aublet, 1775.

## Liste d'espèces
Selon World Flora Online (WFO) (23 février 2022) :
- Mouriri acutiflora Naudin
- Mouriri ambiconvexa Morley
- Mouriri angulicosta Morley
- Mouriri angustifolia Spruce ex Triana
- Mouriri apiranga Spruce ex Triana
- Mouriri arborea Gardner
- Mouriri arenicola Morley
- Mouriri bahiensis Morley
- Mouriri barinensis (Morley) Morley
- Mouriri brachyanthera Ducke
- Mouriri brevipes Hook.
- Mouriri cauliflora Mart. ex DC.
- Mouriri cearensis Huber
- Mouriri chamissoana Cogn.
- Mouriri collocarpa Ducke
- Mouriri completens (Pittier) Burret
- Mouriri crassifolia Sagot
- Mouriri cyphocarpa Standl.
- Mouriri densifoliata Ducke
- Mouriri dimorphandra Morley
- Mouriri domingensis (Tussac) Spach
- Mouriri doriana Saldanha ex Cogn.
- Mouriri duckeana Morley
- Mouriri duckeanoides Morley
- Mouriri dumetosa Cogn.
- Mouriri elliptica Mart.
- Mouriri eugeniifolia Spruce ex Triana
- Mouriri exadenia Morley
- Mouriri exilis Gleason
- Mouriri ficoides Morley
- Mouriri floribunda Markgr.
- Mouriri francavillana Cogn.
- Mouriri froesii Morley
- Mouriri gardneri Triana
- Mouriri glazioviana Cogn.
- Mouriri gleasoniana Standl.
- Mouriri grandiflora DC.
- Mouriri guianensis Aubl.
- Mouriri helleri Britton
- Mouriri huberi Cogn.
- Mouriri lancifolia Urb. & Ekman
- Mouriri latihila Morley
- Mouriri laxiflora Morley
- Mouriri longifolia (Kunth) Morley
- Mouriri lunatanthera Morley
- Mouriri megasperma Morley
- Mouriri micradenia Ducke
- Mouriri micranthera Morley
- Mouriri monopora Morley
- Mouriri muelleri Cogn.
- Mouriri myrtifolia Spruce ex Triana
- Mouriri myrtilloides (Sw.) Poir.
- Mouriri nervosa Pilg.
- Mouriri nigra (DC.) Morley
- Mouriri obtusiloba Morley
- Mouriri oligantha Pilg.
- Mouriri osaensis Morley
- Mouriri pachyphylla Burret
- Mouriri panamensis Morley
- Mouriri papillosa Morley
- Mouriri pauciflora Spruce ex Cogn.
- Mouriri peruviana Morley
- Mouriri pranceana Morley
- Mouriri pseudogeminata Pittier
- Mouriri pusa Gardner ex Gardner
- Mouriri regeliana Cogn.
- Mouriri retentipetala Morley
- Mouriri rhizophorifolia (DC.) Triana
- Mouriri sagotiana Triana
- Mouriri sellowiana (O. Berg) Burret
- Mouriri sideroxylon Sagot ex Triana
- Mouriri spruceana Morley
- Mouriri steyermarkii Standl.
- Mouriri subumbellata Triana
- Mouriri tessmannii Markgr.
- Mouriri torquata Morley
- Mouriri trunciflora Ducke
- Mouriri tuberculata Morley & K. Thomsen
- Mouriri uncitheca Morley & Wurdack
- Mouriri valenzuelana A. Rich.
- Mouriri vernicosa Naudin
- Mouriri viridicosta Morley

Selon GBIF (23 février 2022) :
- Mouriri acutiflora Naudin
- Mouriri alternifolia Roxb. ex Steud.
- Mouriri ambiconvexa Morley
- Mouriri angulicosta Morley
- Mouriri angustifolia Spruce ex Triana
- Mouriri apiranga Spruce ex Triana
- Mouriri arborea Gardner
- Mouriri arenicola Morley
- Mouriri bahiensis Morley
- Mouriri barinensis (Morley) Morley
- Mouriri brachyanthera Ducke
- Mouriri brevipes Gardner
- Mouriri brevipes Hook.
- Mouriri cauliflora C.Mart. ex DC.
- Mouriri cearensis Huber
- Mouriri chamissoana Cogn.
- Mouriri collocarpa Ducke
- Mouriri colombiana Morley
- Mouriri completens (Pittier) Burret
- Mouriri crassifolia Sagot
- Mouriri crassisepala Morley
- Mouriri cyphocarpa Standl.
- Mouriri densifoliata Ducke
- Mouriri dimorphandra Morley
- Mouriri domingensis (Tussac) Spach
- Mouriri domingensis Bello
- Mouriri doriana Saldanha
- Mouriri doriana Saldanha ex Cogn.
- Mouriri duckeana Morley
- Mouriri duckeanoides Morley
- Mouriri dumetosa Cogn.
- Mouriri elliptica Mart.
- Mouriri emarginata Griseb.
- Mouriri eugeniifolia Spruce ex Triana
- Mouriri exadenia Morley
- Mouriri exilis Gleason
- Mouriri ficoides Morley
- Mouriri floribunda Markgr.
- Mouriri francavillana Cogn.
- Mouriri froesii Morley
- Mouriri gardneri Triana
- Mouriri glaziouviana Cogn.
- Mouriri glazioviana Cogn.
- Mouriri gleasoniana Standl.
- Mouriri gonavensis Urb & Ekman
- Mouriri grandiflora DC.
- Mouriri guianensis Aubl.
- Mouriri guianensis Poir., 1797
- Mouriri helleri Britton
- Mouriri huberi Cogn.
- Mouriri impressinerva Morley
- Mouriri lancifolia Urb. & Ekman
- Mouriri latihila Morley
- Mouriri laxiflora Morley
- Mouriri longifolia (Kunth) Morley
- Mouriri lunatanthera Morley
- Mouriri megasperma Morley
- Mouriri micradenia Ducke
- Mouriri micranthera Morley
- Mouriri monopora Morley
- Mouriri morleyi R.Goldenb. & Meirelles
- Mouriri muelleri Cogn.
- Mouriri myrtifolia Spruce ex Triana
- Mouriri myrtilloides (Sw.) Poir.
- Mouriri myrtilloides M.Gómez, 1893
- Mouriri nervosa Pilg.
- Mouriri nigra (DC.) Morley
- Mouriri obtusiloba Morley
- Mouriri oligantha Pilg.
- Mouriri osaensis Morley
- Mouriri pachyphylla Burret
- Mouriri panamensis Morley
- Mouriri papillosa Morley
- Mouriri pauciflora Spruce ex Cogn.
- Mouriri pauciflora Spruce ex Triana
- Mouriri peruviana Morley
- Mouriri pranceana Morley
- Mouriri pseudogeminata Pittier
- Mouriri pusa Gardner
- Mouriri regeliana Cogn.
- Mouriri retenipetala Morley
- Mouriri retentipetala Morley
- Mouriri rhizophorifolia (DC.) Gardner
- Mouriri sagotiana Triana
- Mouriri sellowiana (Berg) Burret
- Mouriri sideroxylon Sagot ex Triana
- Mouriri spathulata Griseb.
- Mouriri spathulata M.Gómez, 1890
- Mouriri spruceana Morley
- Mouriri steyermarkii Standl.
- Mouriri subumbellata Triana
- Mouriri tessmannii Markgr.
- Mouriri torquata Morley
- Mouriri trunciflora Ducke
- Mouriri tuberculata Morley & K.Thomsen
- Mouriri uncitheca Morley & Wurdack
- Mouriri valenzuelana A.Rich.
- Mouriri vernicosa Naudin
- Mouriri viridicosta Morley